# European Silver League 2023 (damer)
European Silver League 2023 utspelade sig mellan 27 maj och 25 juni 2023. Det var femte upplagan av turneringen och åtta damlandslag från CEV:s medlemsförbund deltog. Estland vann turnering för första gången genom att besegra Österrike i finalen och gick därigenom upp till European Golden League 2024.. Danijela Džaković var främsta poängvinnare med 118 bollpoäng, medan Kertu Laak utsågs till mest värdefulla spelare.
Färöarnas seger över Georgien var dess först landskampsvinst utanför europamästerskapet i volleyboll för små nationer.

## Regelverk

### Format
Tävlingen genomfördes med följande format:
- En gruppspelsfas där lagen delades in i två grupper om fyra lag. Alla lag mötte alla andra lag i sin grupp, både hemma och borta. Värden för finalspelet, gruppvinnarna samt den bästa tvåan gick vidare till finalspel
- Finalspelet bestod av semifinaler, final och match om tredjepris. Vinnare kvalificerade sig för European Golden League 2024[4].

### Metod för att bestämma tabellplacering
Om slutresultatet blev 3-0 eller 3-1 tilldelades 3 poäng till det vinnande laget och 0 till det förlorande laget, om slutresultatet blev 3-2 tilldelades 2 poäng till det vinnande laget och 1 till det förlorande laget.
Lagens position i respektive grupp bestämdes utifrån (i tur och ordning):
- Antal vunna matcher
- Poäng;
- Kvot vunna/förlorade set
- Kvot vunna/förlorade bollpoäng
- Inbördes möten.

## Deltagande lag
| Lag            | Deltog senast               |
| -------------- | --------------------------- |
| Österrike      | European Silver League 2021 |
| Estland        | European Silver League 2022 |
| Färöarna       | Debut                       |
| Georgien       | European Silver League 2019 |
| Lettland       | European Silver League 2021 |
| Nordmakedonien | Debut                       |
| Montenegro     | Debut                       |
| Portugal       | European Silver League 2022 |

## Turneringen

### Gruppspel
| Grupp A        | Grupp B    |
| -------------- | ---------- |
| Österrike      | Georgien   |
| Estland        | Färöarna   |
| Lettland       | Montenegro |
| Nordmakedonien | Portugal   |

#### Grupp A

##### Resultat
| 27 maj 2023 Tartu Ülikooli Spordihoone, Tartu Speltid: 1:37 - Åskådare: 950          | Estland        | 3 - 1 | Lettland       | 20-25, 25-21, 25-16, 25-21 |
| 27 maj 2023 Sportski centar Boris Trajkovski, Skopje Speltid: 1:12 - Åskådare: 1 700 | Nordmakedonien | 0 - 3 | Österrike      | 15-25, 20-25, 15-25        |
| 31 maj 2023 Tartu Ülikooli Spordihoone, Tartu Speltid: 1:06 - Åskådare: 250          | Estland        | 3 - 0 | Österrike      | 25-15, 25-8, 25-23         |
| 31 maj 2023 Sportski centar Boris Trajkovski, Skopje Speltid: 1:15 - Åskådare: 1 000 | Nordmakedonien | 0 - 3 | Lettland       | 23-25, 18-25, 18-25        |
| 3 juni 2023 Raiffeisen Volleydome, Ried im Innkreis Speltid: 1:45 - Åskådare: 325    | Österrike      | 3 - 1 | Lettland       | 16-25, 25-15, 25-23        |
| 3 juni 2023 Sportski centar Boris Trajkovski, Skopje Speltid: 1:12 - Åskådare: 400   | Nordmakedonien | 0 - 3 | Estland        | 10-25, 14-25, 20-25        |
| 10 juni 2023 Tartu Ülikooli Spordihoone, Tartu Speltid: 1:19 - Åskådare: 560         | Estland        | 3 - 0 | Nordmakedonien | 25-22, 25-20, 25-16        |
| 10 juni 2023 Olimpiskais sporta centrs, Riga Speltid: 1:41 - Åskådare: 650           | Lettland       | 1 - 3 | Österrike      | 25-15, 17-25, 21-25, 19-25 |
| 14 juni 2023 Olimpiskais sporta centrs, Riga Speltid: 1:20 - Åskådare: 450           | Lettland       | 3 - 0 | Nordmakedonien | 25-19, 25-17, 31-29        |
| 14 juni 2023 Multiversum Schwechat, Schwechat Speltid: 1:25 - Åskådare: 580          | Österrike      | 3 - 0 | Estland        | 25-20, 25-19, 25-20        |
| 17 juni 2023 Multiversum Schwechat, Schwechat Speltid: 1:08 - Åskådare: 230          | Österrike      | 3 - 0 | Nordmakedonien | 25-15, 25-17, 25-7         |
| 17 juni 2023 Zemgales Olimpiskais centrs, Jelgava Speltid: 1:18 - Åskådare: 150      | Lettland       | 0 - 3 | Estland        | 16-25, 23-25, 23-25        |

##### Sluttabell
| Pos. | Lag            | Pt | G | V | P | VS | FS | Kvot  | VP  | FP  | Kvot  |
| ---- | -------------- | -- | - | - | - | -- | -- | ----- | --- | --- | ----- |
| 1.   | Estland        | 15 | 6 | 5 | 1 | 15 | 4  | 3,750 | 454 | 368 | 1,233 |
| 2.   | Österrike      | 15 | 6 | 5 | 1 | 15 | 5  | 3,000 | 452 | 391 | 1,156 |
| 3.   | Lettland       | 6  | 6 | 2 | 4 | 9  | 12 | 0,750 | 469 | 475 | 0,987 |
| 4.   | Nordmakedonien | 0  | 6 | 0 | 6 | 0  | 18 | 0,000 | 315 | 456 | 0,690 |

      Kvalificerade för semifinal

#### Grupp B

##### Resultat
| 27 maj 2023 Tórshavnar Ittrottar, Tórshavn Speltid: 1:00 - Åskådare: 100                | Färöarna   | 0 - 3 | Montenegro | 9-25, 7-25, 20-25          |
| 28 maj 2023 Pavilhão Municipal Santo Tirso, Santo Tirso Speltid: 1:03 - Åskådare: 1 150 | Portugal   | 3 - 0 | Georgien   | 25-13, 25-12, 25-18        |
| 31 maj 2023 Pavilhão Municipal Santo Tirso, Santo Tirso Speltid: 1:39 - Åskådare: 501   | Portugal   | 3 - 1 | Montenegro | 25-17, 20-25, 25-18, 25-16 |
| 31 maj 2023 Tórshavnar Ittrottar, Tórshavn Speltid: 1:40 - Åskådare: 105                | Färöarna   | 3 - 1 | Georgien   | 25-19, 22-25, 25-22, 25-22 |
| 3 juni 2023 Sportska dvorana Verde, Podgorica Speltid: 1:05 - Åskådare: 800             | Montenegro | 3 - 0 | Georgien   | 25-19, 25-9, 25-16         |
| 4 juni 2023 Tórshavnar Ittrottar, Tórshavn Speltid: 0:53 - Åskådare: 100                | Färöarna   | 0 - 3 | Portugal   | 10-25, 11-25, 8-25         |
| 10 juni 2023 New Volleyball Arena, Tbilisi Speltid: 1:02 - Åskådare: 1 300              | Georgien   | 0 - 3 | Montenegro | 14-25, 11-25, 14-25        |
| 11 juni 2023 Centro Cultural, Viana do Castelo Speltid: 0:59 - Åskådare: 792            | Portugal   | 3 - 0 | Färöarna   | 25-9, 25-13, 25-9          |
| 14 juni 2023 New Volleyball Arena, Tbilisi Speltid: 1:14 - Åskådare: 1 500              | Georgien   | 3 - 0 | Färöarna   | 25-15, 25-12, 25-15        |
| 14 juni 2023 Sportski Centar Igalo, Castelnuovo Speltid: 1:27 - Åskådare: 600           | Montenegro | 3 - 0 | Portugal   | 25-21, 25-23, 25-22        |
| 16 juni 2023 Sportska dvorana Topolica, Bar Speltid: 1:10 - Åskådare: 360               | Montenegro | 3 - 0 | Färöarna   | 25-23, 25-17, 25-8         |
| 17 juni 2023 New Volleyball Arena, Tbilisi Speltid: 1:17 - Åskådare: 1 400              | Georgien   | 0 - 3 | Portugal   | 18-25, 17-25, 21-25        |

##### Sluttabell
| Pos. | Lag        | Pt | G | V | P | VS | FS | Kvot  | VP  | FP  | Kvot  |
| ---- | ---------- | -- | - | - | - | -- | -- | ----- | --- | --- | ----- |
| 1.   | Montenegro | 15 | 6 | 5 | 1 | 16 | 3  | 5,333 | 451 | 328 | 1,375 |
| 2.   | Portugal   | 15 | 6 | 5 | 1 | 15 | 4  | 3,750 | 461 | 310 | 1,487 |
| 3.   | Georgien   | 3  | 6 | 1 | 5 | 4  | 15 | 0,266 | 345 | 439 | 0,785 |
| 4.   | Färöarna   | 3  | 6 | 1 | 5 | 3  | 16 | 0,187 | 283 | 463 | 0,611 |

      Kvalificerade för semifinal

### Slutspelsrundann
|  | Semifinaler | Semifinaler | Semifinaler |           |    | Final               | Final               | Final               |  |
|  |             |             |             |           |    |                     |                     |                     |  |
|  | 2B          | Portugal    | 1           |           |    |                     |                     |                     |  |
|  | 2B          | Portugal    | 1           |           |    |                     |                     |                     |  |
|  | 1A          | Estland     | 3           |           |    |                     |                     |                     |  |
|  | 1A          | Estland     | 3           |           | 1A | Estland             | 3                   |                     |  |
|  |             |             |             |           | 1A | Estland             | 3                   |                     |  |
|  |             |             | 2A          | Österrike | 2  |                     |                     |                     |  |
|  | 2A          | Österrike   | 2A          | Österrike | 2  | 3                   |                     |                     |  |
|  | 2A          | Österrike   |             |           |    | 3                   |                     |                     |  |
|  | 1B          | Montenegro  | 1           |           |    | Match om tredjepris | Match om tredjepris | Match om tredjepris |  |
|  | 1B          | Montenegro  | 1           |           |    |                     |                     |                     |  |
|  |             |             |             |           |    |                     |                     |                     |  |
|  |             |             |             |           |    | 2B                  | Portugal            | 3                   |  |
|  |             |             |             |           |    | 2B                  | Portugal            | 3                   |  |
|  |             |             |             |           |    | 1B                  | Montenegro          | 1                   |  |

#### Semifinaler
| 24 juni 2023 Raiffeisen Sportpark, Graz Speltid: 2:07 - Åskådare: 300 | Portugal  | 1 - 3 | Estland    | 27-29, 22-25, 25-18, 24-26 |
| 24 juni 2023 Raiffeisen Sportpark, Graz Speltid: 1:55 - Åskådare: 890 | Österrike | 3 - 1 | Montenegro | 25-21, 23-25, 25-23, 25-14 |

#### Match om tredjepris
| 25 juni 2023 Raiffeisen Sportpark, Graz Speltid: 1:58 - Åskådare: 200 | Portugal | 3 - 1 | Montenegro | 23-25, 25-21, 25-20, 25-23 |

#### Final
| 25 juni 2023 Raiffeisen Sportpark, Graz Speltid: 2:22 - Åskådare: 750 | Estland | 3 - 2 | Österrike | 31-33, 25-11, 13-25, 25-12, 15-12 |

## Slutplaceringar
| Pos | Lag            |
| --- | -------------- |
|     | Estland        |
|     | Österrike      |
|     | Portugal       |
| 4   | Montenegro     |
| 5   | Lettland       |
| 6   | Georgien       |
| 7   | Färöarna       |
| 8   | Nordmakedonien |

## Statistik
| Vunna poäng | Vunna poäng       | Vunna poäng | Vunna poäng |
| Pos.        | Namn              | Poäng       | Lag         |
| ----------- | ----------------- | ----------- | ----------- |
| 1           | Danijela Džaković | 118         | Montenegro  |
| 2           | Marta Levinska    | 117         | Lettland    |
| 3           | Kertu Laak        | 110         | Estland     |
| 4           | Júlia Kavalenka   | 106         | Portugal    |
| 5           | Silvia Pertens    | 95          | Estland     |
| 6           | Dijana Vuković    | 93          | Montenegro  |
| 7           | Anamarija Galić   | 90          | Österrike   |
| 8           | Aida Mehić        | 87          | Österrike   |
| 9           | Liis Kullerkann   | 82          | Estland     |
| 10          | Monika Chrtianska | 78          | Österrike   |

| Vunna attacker | Vunna attacker    | Vunna attacker | Vunna attacker |
| Pos.           | Namn              | Poäng          | Lag            |
| -------------- | ----------------- | -------------- | -------------- |
| 1              | Danijela Džaković | 109            | Montenegro     |
| 2              | Marta Levinska    | 95             | Lettland       |
| 3              | Kertu Laak        | 92             | Estland        |
| 4              | Júlia Kavalenka   | 83             | Portugal       |
| 4              | Silvia Pertens    | 83             | Estland        |
| 6              | Anamarija Galić   | 80             | Österrike      |
| 7              | Dijana Vuković    | 79             | Montenegro     |
| 8              | Monika Chrtianska | 65             | Österrike      |
| 9              | Sofía Purkhús     | 61             | Färöarna       |
| 10             | Aida Mehić        | 57             | Österrike      |

| Vunna block | Vunna block       | Vunna block | Vunna block |
| Pos.        | Namn              | Poäng       | Lag         |
| ----------- | ----------------- | ----------- | ----------- |
| 1           | Liis Kullerkann   | 26          | Estland     |
| 2           | Aida Mehić        | 21          | Österrike   |
| 3           | Amanda Cavalcanti | 19          | Portugal    |
| 4           | Katia de Oliveira | 17          | Portugal    |
| 4           | Kora Schaberl     | 17          | Österrike   |
| 6           | Nina Nesimović    | 16          | Österrike   |
| 7           | Anna Rīta         | 12          | Lettland    |
| 7           | Dijana Vuković    | 12          | Montenegro  |
| 9           | Kertu Laak        | 11          | Estland     |
| 9           | Mina Dragović     | 11          | Montenegro  |

| Serveess | Serveess               | Serveess | Serveess   |
| Pos.     | Namn                   | Poäng    | Lag        |
| -------- | ---------------------- | -------- | ---------- |
| 1        | Júlia Kavalenka        | 16       | Portugal   |
| 2        | Eliana Durão           | 15       | Portugal   |
| 3        | Marta Levinska         | 14       | Lettland   |
| 4        | Maria Lopes            | 13       | Portugal   |
| 5        | Tinatin Tchautchidze   | 11       | Georgien   |
| 5        | Saška Ðurović          | 11       | Montenegro |
| 7        | Gvantsa Ulumbelashvili | 10       | Georgien   |
| 8        | Mina Dragović          | 9        | Montenegro |
| 8        | Silvia Pertens         | 9        | Estland    |
| 8        | Aida Mehić             | 9        | Österrike  |